# Schlüsselburg (Markgröningen)
Die Schlüsselburg ist eine abgegangene Höhenburg auf einem 290 m ü. NN hohen Bergsporn über dem Weiler Talhausen im Glemstal, der zur Stadt Markgröningen im baden-württembergischen Landkreis Ludwigsburg gehört. Die Burg wurde um 1545 zerstört oder aufgegeben, ihre Ruine im 19. Jahrhundert abgebrochen und im 20. Jahrhundert zugeschüttet.

## Geschichte

### Burgherren gesucht

#### Burg von Konrad von Schlüsselberg?

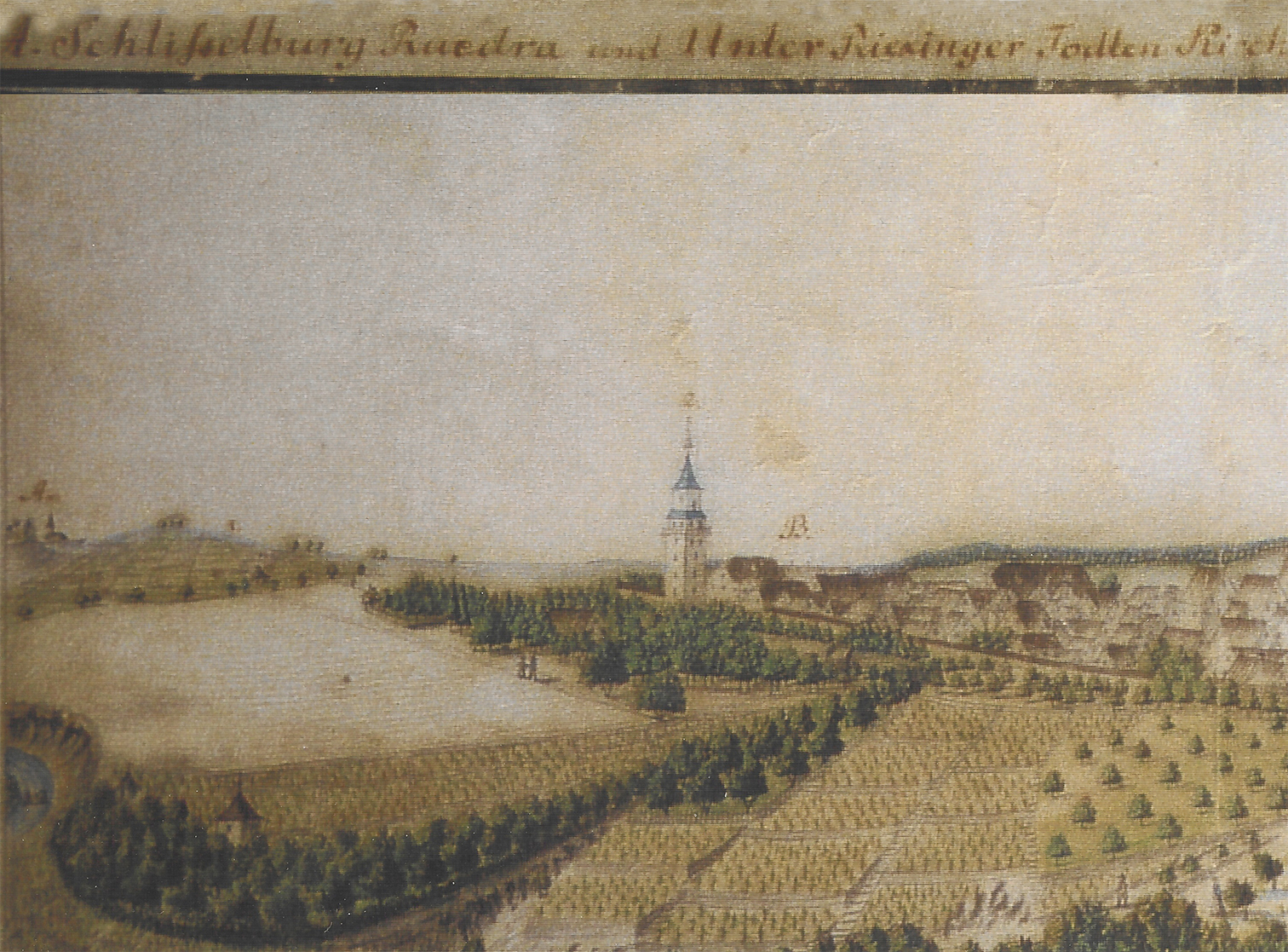
Bildausschnitt (um 1800) mit der Ruine der Schlüsselburg und der Frauenkirche Unterriexingen am linken Bildrand. In der oben stehenden Legende wird auf sie verwiesen (A)

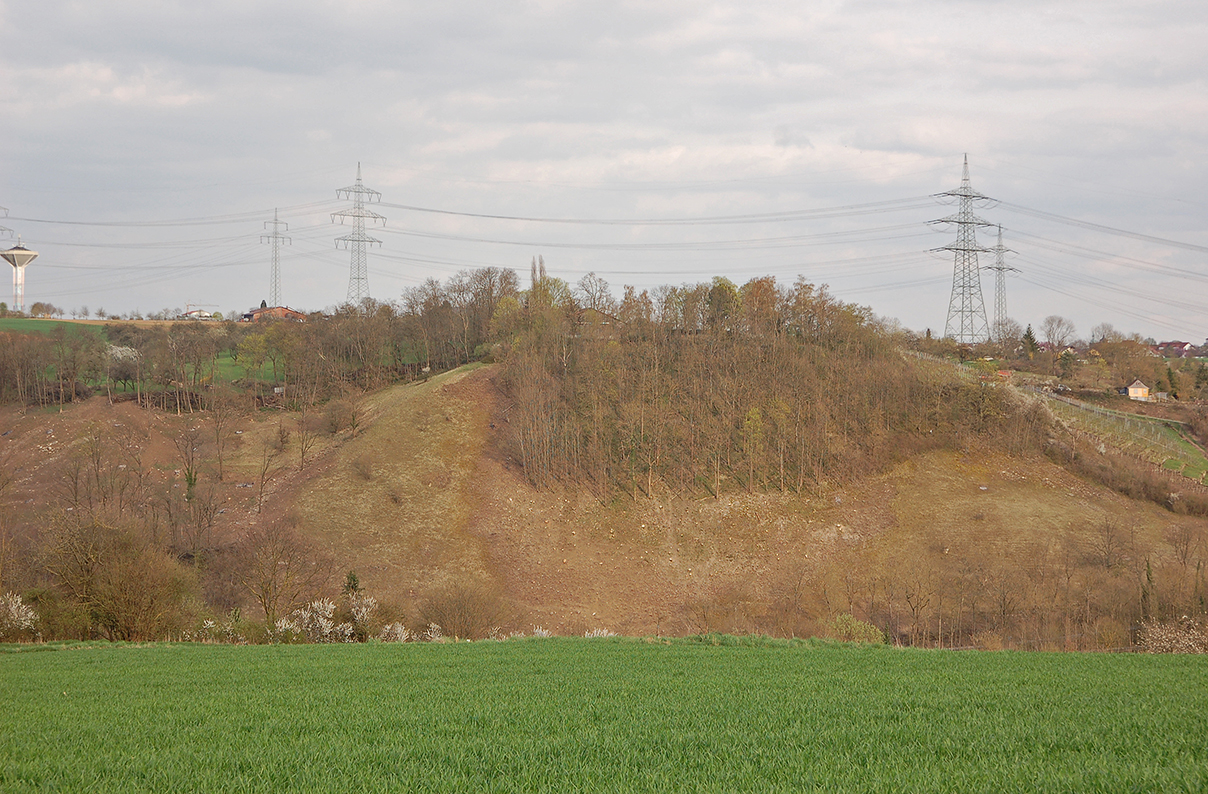
Schlüsselberg mit Burgstall von Westen

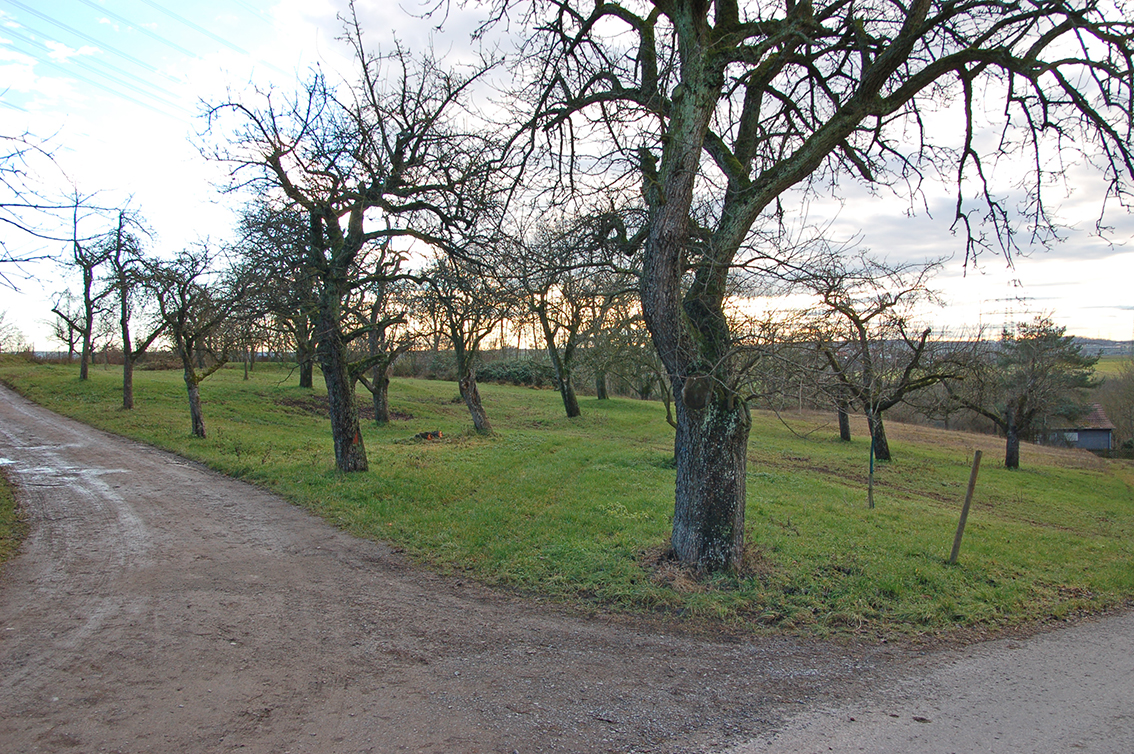
Die Allmende um den Standort der Sankt-Johanns-Kapelle könnte auf eine wüstgefallene Siedlung zurückgehen.

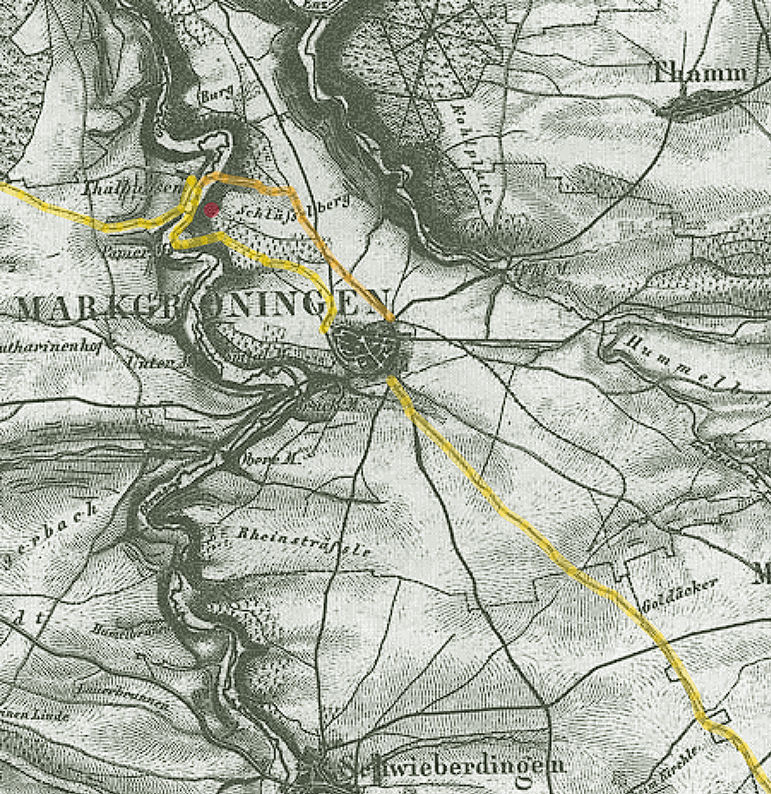
Potenzieller Verlauf der 1480 verfügten „B10-Umleitung“ über Grüningen und die vordere oder hintere Steige (orange) an der Schlüsselburg (roter Punkt) vorbei (Karte von 1840)

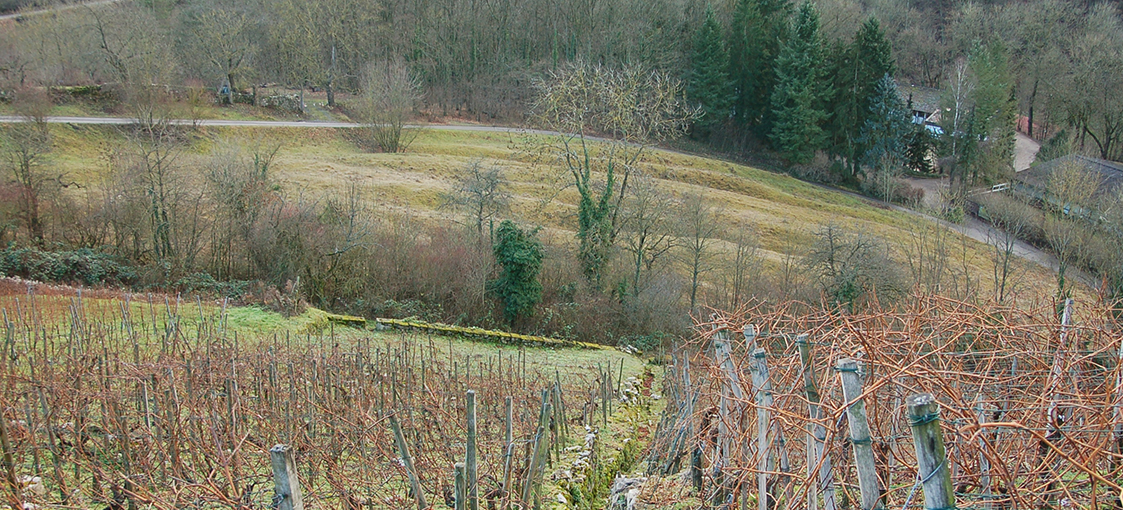
Hohlweg-Relikte der Vorderen Steige am Schlüsselberg, vom Burgstall aus betrachtet

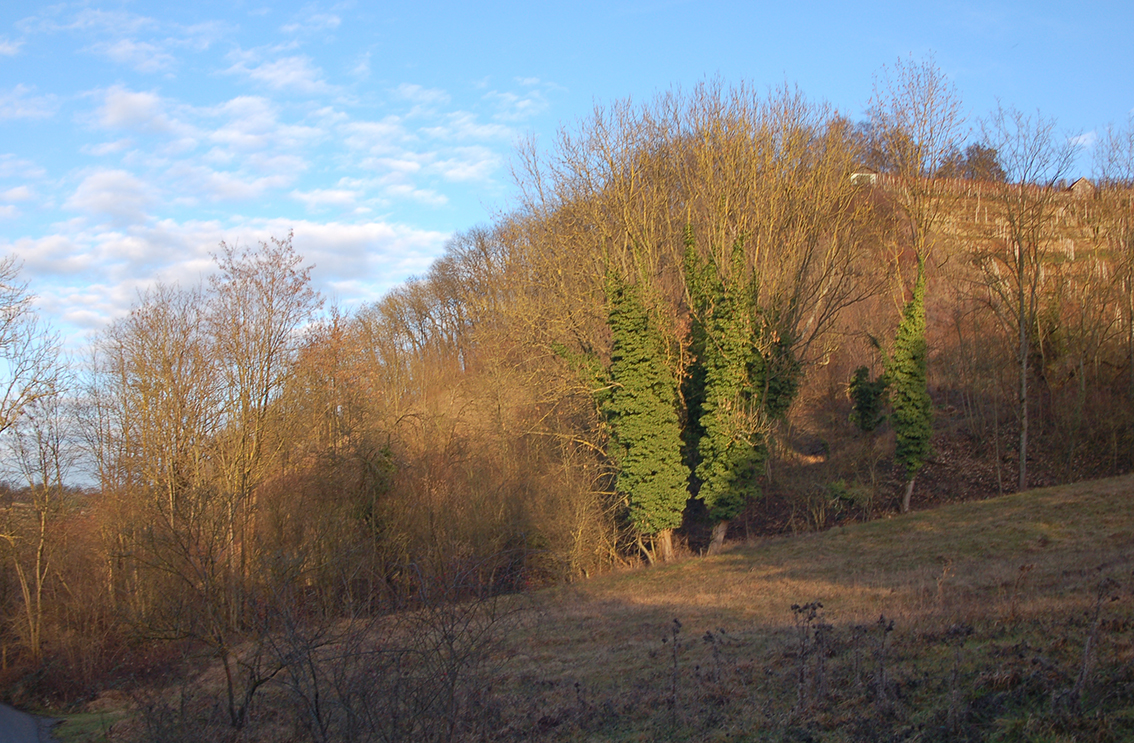
Bergsporn des Schlüsselbergs vom Gestüt an der Vorderen Steige

Die Höhenburg im Gewann Schlüsselberg, deren Spornlage teils steil zur Glems abfällt, soll gemeint gewesen sein, als 1380 eine „Äußere Burg von Gröningen“ erstmals urkundlich erwähnt wurde. Erbauer und Bewohner der Schlüsselburg oberhalb dem heutigen Ortsteil Talhausen sind nicht bekannt. Wegen seines Namens wird sie gerne dem Edelfreien Konrad II. von Schlüsselberg zugeschrieben, der von 1322 bis 1336 das Grüninger Reichssturmfahnlehen mit Reichsburg und Stadt innehatte. Warum der in der Fränkischen Schweiz begüterte Schlüsselberger ohne männlichen Erben eine zusätzliche Burg bei Grüningen hätte bauen oder erwerben sollen, erscheint jedoch unschlüssig, zumal er das Grüninger Lehen auf Druck des Königs Ludwig dem Bayern 1336 an den Grafen Ulrich III. von Württemberg abtrat und den Verkaufserlös in seiner Heimat offenbar in seine 1336 gegründete Stadt Schlüsselfeld investierte.

#### Burg der Rietpurer Ministerialen?
Wahrscheinlicher ist die These, dass die Burg weit früher entstand und einem niederadligen Rittergeschlecht gehörte. Möglicherweise waren es die im 12. Jahrhundert nachweisbaren Ortsadeligen von Grüningen oder die in der Gegend mehrfach belegten Rietpurer (auch von Rieppurg oder Rüppurg genannt). Denn im Jahre 1399 verkaufte die damals mit dem Heilbronner Edelknecht Rudolf Kamrer und ab 1410 mit dem Edelfreien Siegfried Osterbrunn von Riexingen verheiratete Anna von Klingenberg jenen rund 30 Morgen großen Orts- und Flurteil des damals noch eigenständigen Orts Talhausen, der früher „dem Rietpur war“ (d. h. gehörte) und den die Württemberger Grafen noch nicht besaßen, an Graf Eberhard den Milden. In den Besitz des Talhäuser Anteils kam sie vermutlich über ihre Mutter Anna von Sachsenheim. In die Verkaufsmasse könnte auch ein Teil der Schlüsselburg und die Sankt-Johanns-Kapelle eingeschlossen gewesen sein. Denn 1530 wird in einer Stiftungsurkunde ein Frühmesser namens Albert von Vaihingen (oder Vöhingen) erwähnt, der laut Graf Eberhard II. von Württemberg am Altar „St. Johannis in castro nostro“ gewesen ist.
Die niederadligen Geschlechter von Rietpur(g) und die von Klingenberg sollen ursprünglich weißenburgische, dann ebersteinische bzw. badische Ministeriale gewesen sein. Der als Glockenstifter der Markgröninger Stadtkirche überlieferte Graf Hartmann III. von Grüningen war mit einer Tochter des edelfreien Herren von Eberstein verheiratet. Vielleicht kam der Rietpur über diese Verbindung ins Markgröninger Umfeld der über die möglicherweise mit ihnen verwandten Herren von Roßwag, mit denen sie sich das badische Dorf Spessart teilten.

In einer von Crusius zitierten Bestandsaufnahme von 1536 wird die Burg allerdings „Burg Schlüsselberg“ genannt: „ubi St. Johannis fanum stat, fuisse arcem Schlusselberg appellatam“, was andererseits auf Konrad von Schlüsselberg und eine frühere Inbesitznahme durch die Württemberger hinweisen könnte, oder eben doch nur auf den heute noch vielerorts gängigen Flurnamen „Schlüsselberg“.

### Von der Ruine zum Burgstall und Schuttplatz
1545 soll die Burg zerstört gewesen sein. Im 19. Jahrhundert wurde die im nebenstehenden Bildausschnitt noch sichtbare Ruine schließlich abgebrochen. In den umliegenden Weinbergmauern finden sich zahlreiche behauene Steine, die von der Ruine stammen könnten. In den 1960er Jahren ließ die Stadtverwaltung die letzten sichtbaren Grundmauer- und Grabenreste durch Müll- und Bodenablagerungen überdecken. Leider ohne die Überbleibsel der Ruine vorher zu dokumentieren.

### Geographische Rückschlüsse

#### Sankt-Johanns-Kapelle mit zusätzlicher Siedlung?
Südlich des Burgstalls und etwas tiefer gelegen überdauerte die so genannte Sankt-Johanns-Kapelle die Burg noch für längere Zeit. Im Mittelalter war sie möglicherweise von einer kleinen wüst gefallenen Siedlung umgeben. Die Fläche ist jedenfalls bis heute als ehemalige Allmende im Besitz der Stadt. Schließlich könnte auch der Ortsname Talhausen auf zusätzliche Gehöfte auf der Höhe hinweisen.

#### Eine alte Straße unter dem Schutz der Burg?
Vier parallel vom Kapellen-Standort nach Talhausen führende bzw. nachvollziehbare Wegvarianten und insbesondere deren Hohlweg-Relikte in der bis heute erhaltenen Schafweide lassen darauf schließen, dass auf diesem aus Markgröninger Sicht vorderen Pendant zur Hinteren Steige (nördlich der Schlüsselburg) einst reger Verkehr herrschte. Doch wohin sollte der Weg über Talhausen hinaus geführt haben?
- Entweder den gegenüber liegenden flacheren Talhang hinauf in Richtung Vaihingen/Enz bzw. Oberriexingen vorbei an der Burg Dauseck. So könnte die von Graf Eberhard im Bart 1480 umgeleitete B10 unter dem Schutz Grüningens und zweier Burgen durch Talhausen geführt worden sein.
- Oder der Weg von Markgröningen nach Unterriexingen führte einst nicht über den Höhenrücken des „Ruxarts“, sondern vorbei an der Schlüsselburg und durch Talhausen weiter glemsabwärts. Wegen des fehlenden Flussregimes und häufigen Hochwassers mit entsprechenden Straßenschäden wurden Wegführungen durch enge Flusstäler im Mittelalter allerdings gemieden.
- Ein „Weder-noch“ als dritter Erklärungsansatz, dass die Wegrelikte an der Burg vorbei also nur zur Anbindung der wenigen Talhäuser Gehöfte an Grüningen dienten, erscheint in Anbetracht der Duplizität von „Vorderer“ und „Hinterstaig“ und der heute noch nachvollziehbaren Nutzungsintensität der vorderen Steige nahezu ausgeschlossen.

Als die Grüninger Reichsburg vermutlich im 13. Jahrhundert in der Nordwestecke der Stadt erbaut wurde, könnte diese vermutete Straße bereits an Bedeutung verloren haben, da die Stadt ansonsten in dieser Richtung sicher ein eigenes Tor bekommen hätte, anstatt nur eine Durchfahrtsmöglichkeit durch die mit zwei Toren versehene Reichsburg.
Oder die Wegrelikte gehen tatsächlich auf die ab 1480 bis etwa 1520 verlegte B10 zurück und ließen damit keinen Rückschluss auf die Standortwahl des ersten Burgherrn zu (siehe Karte).

## Sage
Nach einer alten Sage soll die Schlüsselburg durch einen unterirdischen Gang mit der Festung Hohenasperg verbunden gewesen sein.